# Delphinium treleasei
Delphinium treleasei là một loài thực vật có hoa trong họ Mao lương. Loài này được Bush mô tả khoa học đầu tiên năm 1900.